# 26 septembre 1960
Le lundi 26 septembre 1960 est le 270e jour de l'année 1960.

## Naissances
- Alain Choquart, chef opérateur français
- Andre Harrell, rappeur et entrepreneur américain
- Hamoud Al-Shemmari, joueur de football koweïtien
- Isabelle Clarke, réalisatrice française
- Jouke de Vries, personnalité politique hollandaise
- Monica Mondardini, dirigeante d'entreprise italienne
- Robert Maddix, homme politique canadien
- Uwe Bein, footballeur allemand

## Décès
- Ernst Huber (né le 15 juillet 1895), peintre autrichien
- Ibrahim Ismail Chundrigar (né le 15 septembre 1897), diplomate pakistanais

## Événements
- Découverte de (10244) Thüringer Wald, (10646) Machielalberts, (117874) Picodelteide, (12616) Lochner, (17294) 2787 P-L, (1778) Alfvén, (22200) 4573 P-L, (26015) 2076 P-L, (27629) 2054 P-L, (30600) 2078 P-L, (30606) 2503 P-L, (30629) 4667 P-L, (30632) 6117 P-L, (34929) 6522 P-L, (34932) 6644 P-L, (37443) 2788 P-L, (37444) 2793 P-L, (4386) Lüst, (4412) Khéphren, (6145) Riemenschneider, (7720) Lepaute, (8435) Anser, (9251) Harch, (9479) Madresplazamayo, (9694) Lycomède et (9906) Tintoretto